# Hans von Carlowitz-Hartitzsch
Hans Georg von Carlowitz, seit 1858 von Carlowitz-Hartitzsch (* 27. April 1851 in Rochlitz; † 26. September 1903) war ein sächsischer Hofmarschall von König Albert, Oberschlosshauptmann, Kammerherr mit dem Titel Exzellenz, Wirklicher Geheimer Rat und Oberstleutnant.

## Leben

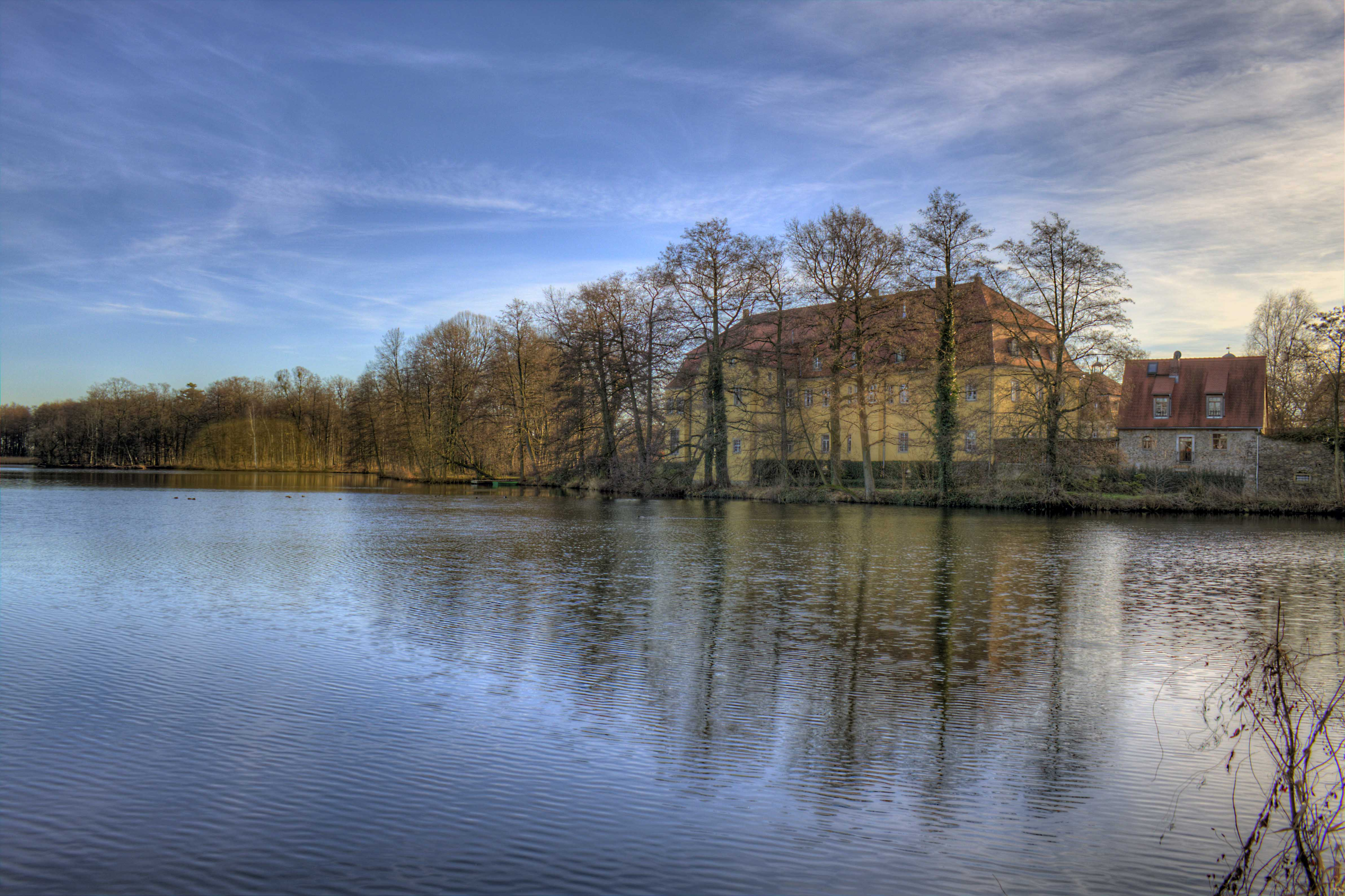
Blick zum Rittergut Heyda

Er war der Sohn des Alfred von Carlowitz (1817–1863) und dessen Ehefrau Ottilie, geborene von Bose (1821–1897) aus dem Hause Ziegra. Letztere war die Pflegetochter des Rittmeisters und Rittergutsbesitzers Hans Adolph von Hartitzsch und als dieser 1857 starb, erbte sie testamentarisch dessen Rittergut Heyda. Ihr Ehemann Alfred von Carlowitz erreichte im Jahre 1858 die Namen- und Wappenvereinigung von Carlowitz-Hartitzsch.
Hans Georg trat gegen 1869 in die sächsische Armee ein und wurde am 21. Oktober 1870 zum Sekondeleutnant im 2. Reiter-Regiment befördert. Er wurde in den folgenden Jahren zur Militär-Reitanstalt in Hannover abkommandiert, am 28. November 1875 zum Oberleutnant befördert und anschließend als Adjutant der 2. Kavallerie-Brigade Nr. 24 verwendet. Er wurde am 21. Dezember 1880 zum Rittmeister befördert und diente auch als persönlicher Adjutant des sächsischen Prinzen Georg. Er schied am 22. September 1890 als Major zur Disposition aus.
Er war Gutsherr auf Heyda bei Falkenhain. Das dortige Rittergut befand sich bis zur Enteignung 1945 im Familienbesitz. Hans von Carlowitz-Hartitzsch heiratete 1876 Clementine von Carlowitz-Maxen (1858–1945). Aus der gemeinsamen Ehe gingen sechs Söhne hervor. Seine Frau starb 1945 in einem sowjetischen Internierungslager bei Patzig.